# Europäische Sicherheitscharta

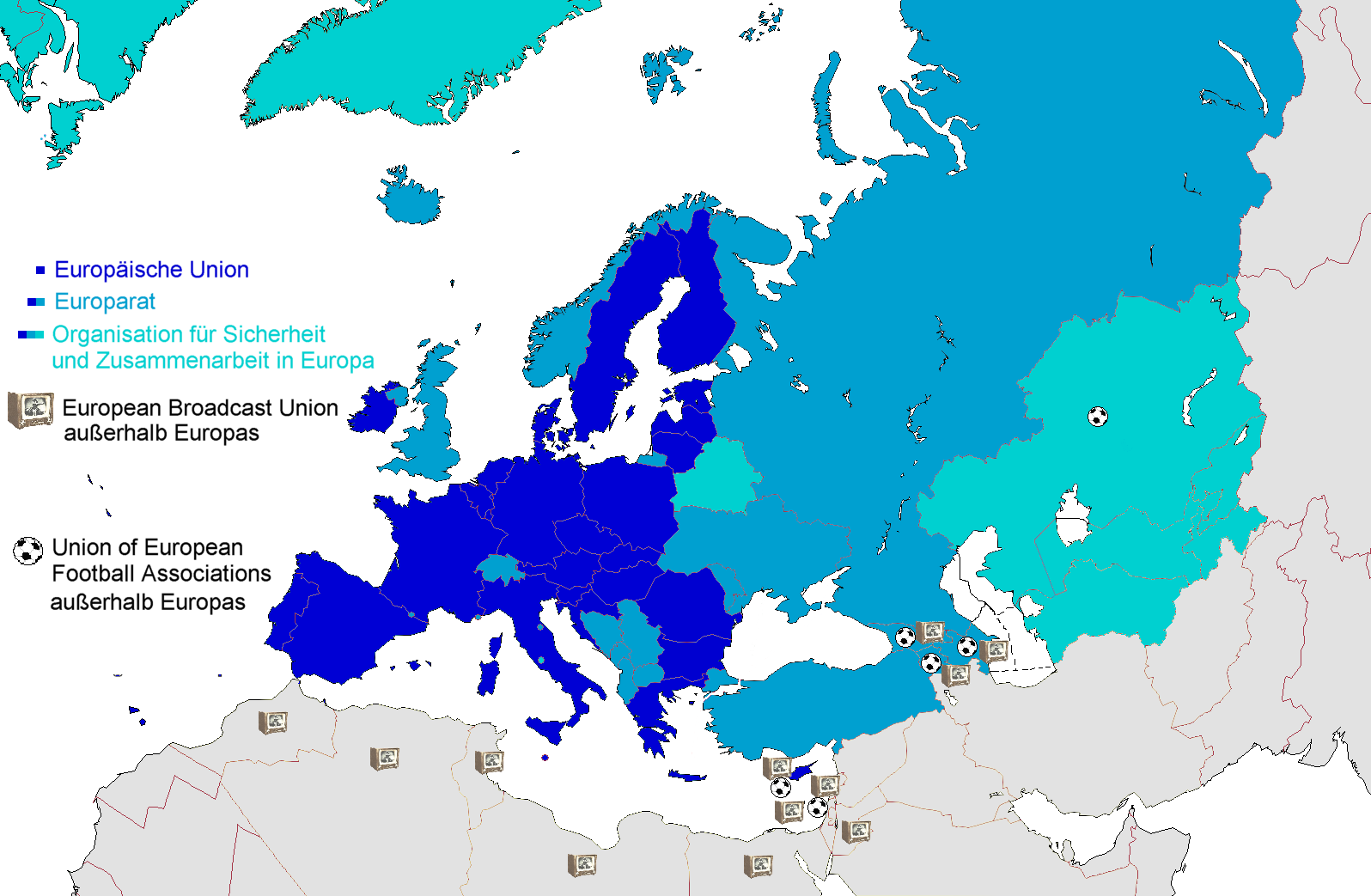
Europäische OSZE-Staaten

Die Europäische Sicherheitscharta ist ein internationales Abkommen für den Erhalt und die Sicherung der friedlichen Ordnung in Europa. Sie wurde am 19. November 1999 in Istanbul als Schlussdokument der OSZE-Gipfelkonferenz von 55 europäischen, asiatischen und amerikanischen Staaten verabschiedet. Die Europäische Sicherheitscharta bildet zusammen mit der Schlussakte von Helsinki (1975), der Charta von Paris (1990) und der nachfolgenden Gipfelerklärung von Astana (2010) die Grundlage für ein System politischer Verpflichtungen und eines umfassenden Sicherheitskonzepts. Das Konzept der Sicherheit umfasst dabei politisch-militärische, wirtschaftliche, ökologische und humanitäre Aspekte. Im Zuge der Annahme der Europäischen Sicherheitscharta im November beim OSZE-Gipfel von Istanbul wurde die „Plattform für Kooperative Sicherheit“ geschaffen, um die Zusammenarbeit zwischen der OSZE und anderen internationalen Organisationen/Institutionen zu stärken und auf diese Weise die Ressourcen der internationalen Gemeinschaft besser nutzen zu können.

## Geschichte
Die Organisation für Sicherheit und Zusammenarbeit in Europa (OSZE; englisch Organisation for Security and Co-operation in Europe, OSCE) ist eine verstetigte Staatenkonferenz zur Friedenssicherung. Am 1. Januar 1995 ging sie aus der Konferenz über Sicherheit und Zusammenarbeit in Europa (KSZE) hervor.
Ende der 1990er Jahre spielte die Organisation für Sicherheit und Zusammenarbeit in Europa (OSZE) eine zentrale Rolle bei der Weiterentwicklung der gesamteuropäischen Sicherheit, was einem Bedürfnis der Demokratien in Europa, aber auch den Nachfolgestaaten der Sowjetunion entsprach.
Die Europäische Sicherheitscharta von 1999 stellt eine Fortschreibung und Erweiterung der in den Vorläuferdokumenten vereinbarten Regelungen dar. Diese werden zudem bekräftigt oder präzisiert. Damit sollte fast zehn Jahre nach dem Ende des Ost-West-Konflikts eine verbindliche Grundlage für das friedliche Zusammenleben der Völker Europas schriftlich niedergelegt werden.

## Inhalt
Nach einer PRÄAMBEL ist die Charta untergliedert in I. UNSERE GEMEINSAMEN HERAUSFORDERUNGEN, II. UNSER GEMEINSAMES FUNDAMENT, III. UNSERE GEMEINSAME REAKTION, IV. UNSERE GEMEINSAMEN INSTRUMENTE, V. UNSERE KOOPERATIONSPARTNER und VI. SCHLUSSFOLGERUNG, wobei es wiederum Unterbereiche gibt. Die einzelnen Absätze des Dokuments sind zur Orientierung von 1. bis 52. fortlaufend durchnummeriert. Die Charta wird im textuellen Anschluss durch das „Beschlussdokument – Die Plattform für kooperative Sicherheit“ ergänzt.
PRÄAMBEL

„An der Schwelle zum einundzwanzigsten Jahrhundert erklären wir, die Staats- und Regierungschefs der OSZE-Teilnehmerstaaten, unser festes Bekenntnis zu einem freien, demokratischen und integrierteren OSZE-Gebiet, in dem Frieden zwischen den Teilnehmerstaaten herrscht und jeder Einzelne und jede Gemeinschaft in Freiheit, Wohlstand und Sicherheit lebt. Um dieses Bekenntnis Wirklichkeit werden zu lassen, haben wir beschlossen, eine Reihe neuer Schritte zu setzen. Wir sind übereingekommen,
- die Plattform für kooperative Sicherheit zu verabschieden, um die Zusammenarbeit zwischen der OSZE und anderen internationalen Organisationen und Institutionen zu stärken und auf diese Weise die Ressourcen der internationalen Gemeinschaft besser zu nutzen;
- die Rolle der OSZE in der Friedenserhaltung auszubauen und damit den umfassenden Sicherheitsbegriff der Organisation deutlicher zu machen;
- „Schnelle Einsatzgruppen für Expertenhilfe und Kooperation“ (REACT) zu schaffen, um die OSZE in die Lage zu versetzen, Ersuchen um Hilfe und um Entsendung umfangreicher ziviler Feldoperationen rasch nachzukommen;
- unsere Fähigkeit zur Wahrnehmung von Aufgaben im polizeilichen Bereich zu verstärken, um mitzuhelfen, die Vorherrschaft des Rechts zu bewahren;
- eine Einsatzzentrale einzurichten, von der aus Feldoperationen der OSZE geplant und entsandt werden;
- den Konsultationsprozess innerhalb der OSZE durch die Schaffung des Vorbereitungsausschusses unter der Leitung des Ständigen Rates der OSZE zu stärken.

Wir haben den festen Willen, den Ausbruch gewalttätiger Konflikte wo immer möglich zu verhindern. Die Maßnahmen, die zu ergreifen wir in dieser Charta vereinbart haben, werden sowohl die diesbezügliche Fähigkeit der OSZE als auch ihre Möglichkeiten stärken, Konflikte beizulegen und in von Krieg und Zerstörung verheerten Gesellschaften wieder normale Verhältnisse herzustellen. Die Charta wird zur Schaffung eines gemeinsamen und unteilbaren Sicherheitsraums beitragen. Sie wird mithelfen, ein OSZE-Gebiet ohne Trennlinien und Zonen mit unterschiedlichem Sicherheitsniveau zu schaffen.“

I. UNSERE GEMEINSAMEN HERAUSFORDERUNGEN
Als gemeinsame Herausforderungen definiert die Charta die Gefahr von Konflikten zwischen Staaten (lfd. Nr. 2), die Schaffung von Vertrauen zwischen den Menschen innerhalb der Staaten und die Vertiefung der Zusammenarbeit zwischen den Staaten (lfd. Nr. 3), die Sicherheitsrisiken aus internationalem Terrorismus (lfd. Nr. 4), gewalttätigem Extremismus, organisiertem Verbrechen und Drogenhandel (lfd. Nr. 5), die Folgen akuter Wirtschaftsprobleme und die Schädigung der Umwelt für die Sicherheit (lfd. Nr. 5) und die Sicherheit in nahe gelegenen Gebieten, insbesondere im Mittelmeerraum sowie in Gebieten, die in direkter Nähe zu Teilnehmerstaaten wie jenen in Zentralasien liegen (lfd. Nr. 6).
II. UNSER GEMEINSAMES FUNDAMENT
Als gemeinsames Fundament bekräftigen die Unterzeichnerstaaten ihr uneingeschränktes Bekenntnis zur Charta der Vereinten Nationen sowie zur Schlussakte von Helsinki, zur Charta von Paris und zu allen anderen OSZE-Dokumenten, denen sie zugestimmt haben.
Sie erklären, dass alle OSZE-Verpflichtungen ausnahmslos und gleichermaßen für jeden Teilnehmerstaat gelten. Weiterhin bekräftigen sie, dass die OSZE eine regionale Abmachung im Sinne von Kapitel VIII der Charta der Vereinten Nationen und eine der wichtigsten Organisationen für die friedliche Beilegung von Streitigkeiten innerhalb ihrer Region sowie ein Hauptinstrument für Frühwarnung, Konfliktverhütung, Krisenbewältigung und die Normalisierung der Lage nach Konflikten ist. Die OSZE sei die umfassende Organisation für Konsultation, Beschlussfassung und Zusammenarbeit in ihrer Region (lfd. Nr. 7). Ausdrücklich betont wird, dass jeder Teilnehmerstaat dasselbe Recht auf Sicherheit hat. Sie bekräftigen, das jedem Teilnehmerstaat innewohnende Recht, seine Sicherheitsvereinbarungen einschließlich von Bündnisverträgen frei zu wählen oder diese im Laufe ihrer Entwicklung zu verändern. Jeder Staat hat auch das Recht auf Neutralität. Jeder Teilnehmerstaat hat diesbezüglich die Rechte aller anderen achten. Kein Teilnehmerstaat wird seine Sicherheit auf Kosten der Sicherheit anderer Staaten festigen. Innerhalb der OSZE kommt keinem Staat, keiner Staatengruppe oder Organisation mehr Verantwortung für die Erhaltung von Frieden und Stabilität im OSZE-Gebiet zu als anderen, noch kann einer/eine von ihnen irgendeinen Teil des OSZE-Gebiets als seinen/ihren Einflussbereich betrachten. (lfd. Nr. 8). Die Staaten bekräftigen ihre Rechte und Pflichten aus der Charta der Vereinten Nationen, einschließlich ihrer Verpflichtung in der Frage der Nichtanwendung von Gewalt oder der Androhung von Gewalt.
III. UNSERE GEMEINSAME REAKTION
Die Staaten bekennen sich zu einer (noch engeren) Zusammenarbeit zwischen den internationalen Organisationen, um die Ressourcen der internationalen Gemeinschaft bestmöglich nutzen zu können. Die Staaten verpflichten sich, durch die Plattform für kooperative Sicherheit, welche als wesentliches Element der Charta angenommen wird, die Zusammenarbeit mit den zuständigen Organisationen auf der Basis der Gleichberechtigung und im Geiste der Partnerschaft weiter zu verstärken und zu vertiefen (lfd. Nr. 12).
Solidarität und Partnerschaft werden in der Charta groß geschrieben: „Der beste Garant für Frieden und Sicherheit in unserer Region ist die Bereitschaft und die Fähigkeit jedes Teilnehmerstaats, die Demokratie und die Rechtsstaatlichkeit zu wahren und die Menschenrechte zu achten. Wir bekräftigen jeder für sich unsere Bereitschaft, uns voll und ganz an unsere Verpflichtungen zu halten. Wir werden im Geiste der Solidarität und der Partnerschaft gemeinsam für die laufende Überprüfung der Durchführung sorgen“ (lfd. Nr. 14).
Die Charta definiert die folgenden gemeinsamen Institutionen: die parlamentarische Versammlung, das Büro für demokratische Institutionen und Menschenrechte (BDIMR), den Hohe Kommissar für nationale Minderheiten (HKNM) und den Beauftragte für Medienfreiheit und das OSZE-Sekretariat mit dem amtierenden Vorsitzenden. Diese Institutionen werden als wesentliche Instrumente zur Gewährleistung der Achtung der Menschenrechte, der Demokratie und der Rechtsstaatlichkeit angesehen (lfd. Nr. 18).
Im Rahmen der humanitären Dimension der Charta bekräftigen die Staaten, dass die Achtung der Menschenrechte und Grundfreiheiten, der Demokratie und Rechtsstaatlichkeit die Grundpfeiler des umfassenden Sicherheitskonzepts der OSZE sind. Sie verpflichten sich, einer Bedrohung der Sicherheit etwa durch Verletzung der Menschenrechte und Grundfreiheiten, einschließlich der Gedanken-, Gewissens-, Religions- und Überzeugungsfreiheit, und Äußerungen der Intoleranz, des aggressiven Nationalismus, des Rassismus, des Chauvinismus, der Fremdenfeindlichkeit und des Antisemitismus entschlossen entgegenzutreten (lfd. Nr. 19). Die Unterzeichner lehnen jede Politik der ethnischen Säuberung oder der Massenvertreibung strikt ab. Sie bekräftigen ihre Verpflichtung, das Recht auf Asylsuche zu achten und den völkerrechtlichen Schutz von Flüchtlingen im Sinne der Konvention von 1951 über die Rechtsstellung der Flüchtlinge und ihres Protokolls von 1967 zu gewährleisten und die freiwillige Rückkehr von Flüchtlingen und Binnenvertriebenen in Würde und Sicherheit zu erleichtern (lfd. Nr. 22).
Die Staaten bekräftigen ihre Verpflichtung, freie und faire Wahlen im Einklang mit den OSZE-Verpflichtungen – insbesondere dem Kopenhagener Dokument 1990 – abzuhalten (lfd. Nr. 25) und bekräftigen die Bedeutung unabhängiger Medien und des freien Informationsflusses sowie des Zugangs der Öffentlichkeit zu Informationen. Sie verpflichten sich, alle notwendigen Schritte zu unternehmen, um die Grundvoraussetzungen für freie und unabhängige Medien sowie für den unbehinderten Informationsfluss über Landesgrenzen hinweg und innerhalb der Staaten zu schaffen, die als wesentliche Komponente einer demokratischen, freien und offenen Gesellschaft betrachtet werden (lfd. Nr. 26).
Im Rahmen der politisch-militärischen Dimension der Charta bekennen sich die Unterzeichner dazu, dass der Vertrag über konventionelle Streitkräfte in Europa (KSE) ein Eckpfeiler der europäischen Sicherheit bleiben muss (lfd. Nr. 29).

## Verstöße
Die heutige Bedeutung der Charta ist geschwächt, da es – insbesondere von Russland – zu mehreren schwerwiegenden Verstößen gegen die getroffenen Vereinbarungen kam, welche bisher (Stand 2024) nur geringe Konsequenzen nach sich zogen:
- Bei den russischen Duma-Wahlen 2011 und den Präsidentschaftswahlen 2012 kam es zu massiven Wahlfälschungen und somit zu einem Verstoß gegen die Verpflichtungen aus der lfd. Nr. 19 („Achtung der Menschenrechte und Grundfreiheiten, der Demokratie und Rechtsstaatlichkeit“) der Charta.[4]

- Mit der völkerrechtswidrigen Annexion der Krim und dem Krieg in der Ukraine seit 2014 verstieß Russland unter Wladimir Putin erneut gegen die Verpflichtungen aus der lfd. Nr. 8 der Charta.[5] In der Folge verhängten die westlichen Staaten eine Reihe von Sanktionen. Siehe: Liste von Sanktionen nach der Krimannexion durch Russland.

- Bei den russischen Präsidentschaftswahlen 2018 kam es erneut zu massiven Wahlfälschungen und somit zu einem Verstoß gegen die Verpflichtungen aus der lfd. Nr. 19 („Achtung der Menschenrechte und Grundfreiheiten, der Demokratie und Rechtsstaatlichkeit“) der Charta.[6]

- Ein weiterer Verstoß gegen den Inhalt der lfd. Nr. 8 der Charta erfolgte im Jahr 2021, als das Recht der Bündniswahlfreiheit der europäischen Staaten durch Russland unter Wladimir Putin grundsätzlich bestritten wurde.[7] Dies wurde von den Staaten der NATO und anderen europäischen Ländern zurückgewiesen.[8]